# Монтегалло
Монтегалло (итал. Montegallo) — коммуна в Италии, располагается в регионе Марке, в провинции Асколи-Пичено.
Население составляет 619 человек (2008 г.), плотность населения составляет 13 чел./км². Занимает площадь 49 км². Почтовый индекс — 63040. Телефонный код — 0736.

## Демография
Динамика населения:

## Администрация коммуны
- Официальный сайт: